# Monomorium denticulatum
Monomorium denticulatum là một loài kiến trong phân họ Myrmicinae. Nó là loài đặc hữu của Argentina. giống như loài M. bidentatum nó được miêu tả ở Valdivia, Chile.